# Heiner Gross
Heiner Gross (* 2. Dezember 1923 in Winterthur; † 2. Mai 1993) war ein Schweizer Jugendschriftsteller.

## Biografie
Der Sohn eines Winterthurer Stadtpolizisten wuchs im ehemaligen Dorfkern Veltheims auf. Bei der Sulzer machte er eine Lehre als Maschinenzeichner und Schlosser und arbeitete danach zunächst im Kieswerk der Firma Toggenburger, kehrte aber danach zu Sulzer zurück. 1953 heiratete er seine Frau Getrud, mit der er zwei Kinder hatte. Nach einem Burnout veränderte er sich mit 39 Jahren beruflich und wurde Journalist und Schriftsteller. Als freier Mitarbeiter schrieb er für den Landboten, die Winterthurer AZ und die Weinländer Zeitung. Daneben arbeitete er halbtags als Sprecher des Winterthurer Zivilschutzamts.
In seinen Werken war sein Flair für die Technik immer wieder spürbar. Die grössten Erfolge waren die Kinderbuchtrilogie 3:0 für die Bärte (1959; über 300'000 verkaufte Exemplare), Tumult auf der Kyburg und Sabors Wunderboot sowie die Jugendkrimitrilogie Der Schwarze Jack, die im Winterthurer Quartier Rosenberg spielt.
Während der Arbeit an seinem letzten Roman, «Hal Rochels Landpiraten», wurde bei Gross Krebs festgestellt. Er verstarb am 2. Mai 1993 im Alter von 69 Jahren, sein letzter Roman wurde erst nach seinem Tod veröffentlicht. Sein Nachlass befindet sich in der Stadtbibliothek.

## Werke
Jugendbuchreihe «Wunderland»
- 3:0 für die Bärte, die Abenteuer des Hans Butz. Erzählt für Kinder ab 10 Jahren und für junggebliebene Erwachsene, illustriert von Werner Buchi, Schweizer, Zürich 1959, Nachdruck: Cardun, Winterthur 1992, ISBN 3-907803-02-7.
- Tumult auf der Kyburg
- Sabors Wunderboot
- Hal Rochels Landpiraten (1993)

AG Pinkerton
- AG Pinkerton und der Augenzeuge (1966)
- AG Pinkerton und die Tigerbande (1967)
- AG Pinkerton und der Mann mit dem Straussenmagen (1968)
- AG Pinkerton: Der unheimliche Pharao
- AG Pinkerton: Hilfe, das Monstrum kommt (1986)
- AG Pinkerton: Wer kennt Rotmütze

Der schwarze Jack
- Der schwarze Jack (1971)
- Der Schatten des schwarzen Jack
- Der schwarze Jack lässt grüssen (1972)

Morgers Kriminalfälle
- Die Phantom-Bande (Band 1)
- Das rätselhafte Gasrohr (Band 2) (1978)
- Der Fels des Schreckens (Band 3) (1979)

Professor Serie
- Der rote Wendelin (1972)
- Vater, unser bester Stürmer (1974)
- Dragula, der Feuerfresser (1975)
- Der schwarze Hengst im Schulhauskeller (1976)

Einzelwerke
- Bill Nackenschlag und die Zwillinge (1972)
- Der grüne Tod, SJW, 1973
- Die blaue Taverne
- Die rote Laterne (1969)
- Die Spelunke zum grünen Kopf (1969)
- Wer ist Goldauge? (1972)
- Willi und die fliegende Straßenbahn (1970)
- Wurlitzer & Co. (1976)